# Множество раздела
Множество раздела  точки {\displaystyle p} в римановом многообразии {\displaystyle M} — подмножество точек {\displaystyle \operatorname {C} _{p}\subset M}, через которые не проходит ни одна кратчайшая из {\displaystyle p}.
Множество раздела также называется катлокус, от англ. cut locus.

## Примеры
- Множество раздела точки {\displaystyle p} стандартной сферы состоит из точки, противоположной {\displaystyle p}.
- Множество раздела точки на поверхности бесконечного кругового цилиндра — прямая, параллельная оси цилиндра, проходящая по поверхности цилиндра со стороны, противоположной выбранной точке.

## Свойства
- Множество раздела — замкнутое множество.
- Множество раздела имеет нулевой объём.
- Подмножество {\displaystyle M\backslash \operatorname {C} _{p}} диффеоморфно шару.
- Если между точками {\displaystyle p} и {\displaystyle q} существуют две различные кратчайшие, то {\displaystyle p\in \operatorname {C} _{q}} и {\displaystyle q\in \operatorname {C} _{p}}.
- Если {\displaystyle p\in \operatorname {C} _{q}} и кратчайшая {\displaystyle \gamma } между точками {\displaystyle p} и {\displaystyle q} единственна, то они являются сопряжёнными на продолжении {\displaystyle \gamma }.
- Если {\displaystyle M} — аналитическое риманово многообразие, то множество раздела {\displaystyle \operatorname {C} _{p}} допускает локально конечную триангуляцию на открытые аналитические симплексы.
  - Без аналитичности {\displaystyle M} множество {\displaystyle \operatorname {C} _{p}} может быть даже нетриангулируемым.
- Расстояние от точки до её множества раздела равно радиусу инъективности этой точки.